# Euro-City-Cup 1999/2000
Am Euro-City-Cup 1999/2000 nahmen 29 Handball-Vereinsmannschaften teil, die sich in der vorangegangenen Saison in ihren Heimatländern qualifiziert hatten. Es war die 7. Austragung des City Cups. Titelverteidiger war SG Flensburg-Handewitt. Die Pokalspiele begannen am 2. Oktober 1999 und das zweite Finalspiel fand am 29. April 2000 statt. Im Finale konnte sich der deutsche Vertreter TV Großwallstadt gegen den spanischen Verein CBM Valladolid durchsetzen.

## Modus
Der Wettbewerb startete mit 13 Spielen im Sechzehntelfinale. Die Sieger zogen in das Achtelfinale ein, in der weitere, höher eingestufte, Mannschaften einstiegen. Alle Runden inklusive des Finales wurden im K.-o.-System mit Hin- und Rückspiel durchgeführt. Der Gewinner des Finales war Euro-City-Cup-Sieger der Saison 1999/2000.

## Sechzehntelfinals
|                     | Gesamt |                     | Hinspiel | Rückspiel |
| ------------------- | ------ | ------------------- | -------- | --------- |
| RK Metalurg Skopje  | 35:54  | IFK Skövde HK       | 22:32    | 13:22     |
| Handball Esch       | 44:60  | Frederiksberg IF    | 25:31    | 19:29     |
| ASKI Ankara         | 57:48  | Nyíregyháza         | 32:23    | 25:25     |
| Sporting Lissabon   | 43:44  | US Dunkerque HB     | 23:18    | 20:26     |
| Tawrija Melitopol   | 48:60  | IL Runar Sandefjord | 21:31    | 27:29     |
| Uniwersytet Homel   | 45:65  | SSV Brixen          | 20:34    | 25:31     |
| HC Baník Karviná    | 79:36  | V&L Geleen          | 49:16    | 30:20     |
| UHC Stockerau       | 56:44  | Union Beynoise      | 36:24    | 20:20     |
| Zaglebie Lubin      | 72:36  | AC Latsia Nicosia   | 37:18    | 35:18     |
| Maccabi KS Cholon   | 46:65  | RK Trimo Trebnje    | 24:36    | 22:29     |
| RK Borac Banja Luka | 46:49  | GAS Kilkis          | 24:24    | 22:25     |
| RK Sintelon         | 63:43  | SKIF Krasnodar      | 27:21    | 36:22     |
| Pfadi Winterthur    | 59:49  | RK Zamet Rijeka     | 29:23    | 30:26     |

## Achtelfinals
|                      | Gesamt |                  | Hinspiel | Rückspiel |
| -------------------- | ------ | ---------------- | -------- | --------- |
| Frederiksberg IF     | 45:53  | HC Baník Karviná | 24:22    | 21:31     |
| ASKI Ankara          | 53:46  | SSV Brixen       | 28:20    | 25:26     |
| TV Großwallstadt     | 41:30  | GAS Kilkis       | 25:11    | 16:19     |
| IL Runar Sandefjord  | 62:69  | RK Trimo Trebnje | 40:36    | 22:33     |
| IFK Skövde HK        | 40:48  | RK Sintelon      | 25:20    | 15:28     |
| CBM Valladolid       | 71:42  | Zaglebie Lubin   | 40:24    | 31:18     |
| US Dunkerque HB      | 48:47  | UHC Stockerau    | 28:24    | 20:23     |
| SG Wallau/Massenheim | 50:55  | Pfadi Winterthur | 24:26    | 26:29     |

## Viertelfinals
|                  | Gesamt   |                  | Hinspiel | Rückspiel       |
| ---------------- | -------- | ---------------- | -------- | --------------- |
| ASKI Ankara      | 50:50 *  | Pfadi Winterthur | 29:24    | 21:26           |
| RK Sintelon      | 58:50    | RK Trimo Trebnje | 34:20    | 24:30           |
| HC Baník Karviná | 55:57 ** | TV Großwallstadt | 28:26    | 26:28 1:3 (7 m) |
| CBM Valladolid   | 57:50    | US Dunkerque HB  | 32:25    | 25:25           |

## Halbfinals
|                  | Gesamt |                  | Hinspiel | Rückspiel |
| ---------------- | ------ | ---------------- | -------- | --------- |
| TV Großwallstadt | 55:41  | Pfadi Winterthur | 33:18    | 22:23     |
| CBM Valladolid   | 52:50  | RK Sintelon      | 32:20    | 20:30     |

## Finale
Das Hinspiel fand am 23. April 2000 in Elsenfeld statt und das Rückspiel am 29. April 2000 in Valladolid.
|                  | Gesamt |                | Hinspiel | Rückspiel |
| ---------------- | ------ | -------------- | -------- | --------- |
| TV Großwallstadt | 57:55  | CBM Valladolid | 30:23    | 27:32     |